# Monumentul Eroilor de pe dealul Racovițeni
Monumentul Eroilor de pe dealul Racovițeni a fost un monument construit în comuna Racovițeni în apropierea relativă a satului Petrișoru, județul Buzău, la cota 474, în anul 1917 în timpul Primului Război Mondial. Monumentul respectiv, situat pe dealul Racovițeni, astăzi nu mai există.
A fost ridicat în amintirea militarilor morți în Bătălia de la Râmnicu Sărat (22-27 decembrie 1916), fiind edificat în 1917 de către Administrația Militară (germană) de Ocupație din România. Construcția originală a fost demolată în 1937, monumentul fiind refăcut parțial, după un nou plan. Această nouă construcție, care adăpostea rămășițele a 6.623 militari (majoritatea neidentificați), a fost demolată definitiv, la indicațiile Armatei Roșii, în 1949. 
În epoca actuală se mai găsesc doar ruinele fundației, alături de elemente dislocate din fostul ansamblu comemorativ. Datorită proeminenței dealului, ruinele se pot vedea de la distanță mare (inclusiv de pe traseul drumului european E 85).

## Context

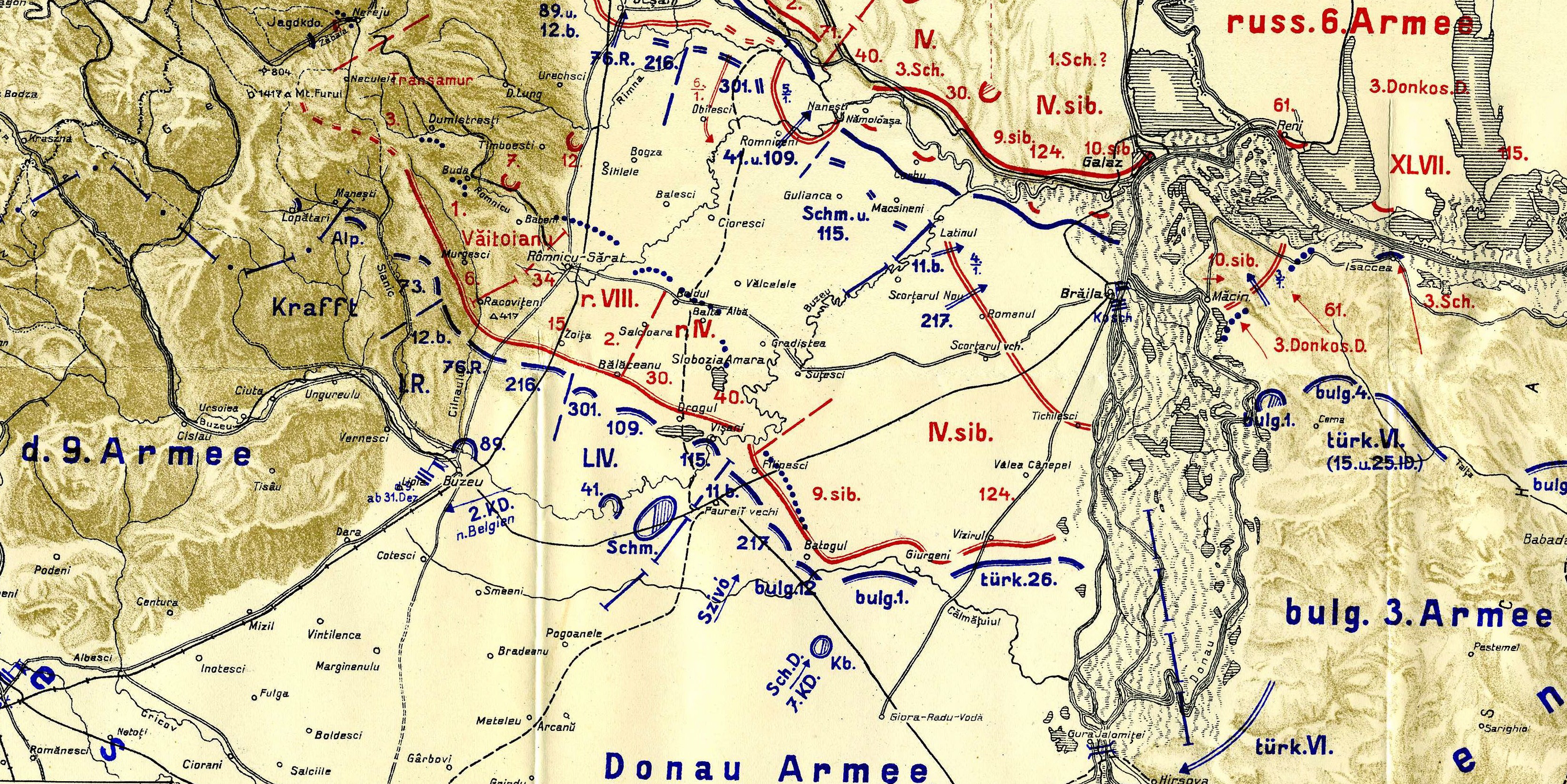
Actiunile militare de pe aliniamentul Ramnicu Sarat – Viziru, din 1916. Racovițeni se află în sfertul din stânga sus a imaginii.

În cursul retragerii trupelor române și ruse din Muntenia în 1916, autoritățile militare române și-au pus speranțe în linia fortificată Furu Mare - Racovițeni - Viziru, ale cărei lucrări, efectuatuate în grabă datorită deteriorării situației militare, au început la 11 octombrie 1916. Lucrările realizate au fost superficiale și fortificațiile edificate de slabă calitate, în timpul bătăliei care a urmat, linia respectivă nedovedindu-și eficiența. Astfel, în perioada 22-27 decembrie 1916 a avut loc, în timpul retragerii trupelor române și ruse spre Siret, Bătălia de la Râmnicu Sărat, cunoscută și sub denumirea de „Bătălia de Crăciun”, sau „Bătălia Râmnicului”.
În sectorul cuprins între comuna Racovițeni și șoseaua Râmnicu Sărat – Buzău, lucrările de fortificații erau mai avansate. Pe dealul Racovițenilor, unde se făcea joncțiunea dintre trupele române și ruse, s-au dat lupte grele, în care cota dealului, apărată de cavaleriștii ruși, a fost cucerită și pierdută de mai multe ori de către Divizia a 12-a Bavareză, din compunerea Grupului Morgen. După pierderea dealului, trupele ruse  și române și-au continuat retragerea spre Siret, ulterior bătăliei frontul stabilizându-se în sudul Moldovei.
Ambele tabere au avut pierderi mari.

## Istoric

### Edificarea

Poarta de intrare în cimitirul care înconjura varianta originală din 1917, a monumentului.

În vara  anului 1917, un cimitir a fost amenajat de către Administrația Militară (germană) de Ocupație în România în amintirea militarilor germani, români și ruși decedați în zona Buzăului, în Marele Război, fiind înhumați atunci, 3.008 militari germani neidentificați. Ulterior războiului, osemintele altor militari germani căzuți în luptă au fost centralizate din cimitirele arealului buzoian (majoritatea de la Râmnicu Sărat, de la Bălăceanu și din localitățile învecinate), astfel că la nivelul anului 1939, totalul acestora se ridica la 6.623 militari (majoritatea neidentificați), dintre care 5.250 în osuar. Printre oseminte, s-au aflat și unele ale unor soldați austrieci. Conform celor consemnate în anul 2016 de către colonelul Dumitru Roman, totalul celor înhumați la Racovițeni ar fi însă mai mare, de 4000 de germani, 3000 de ruși și 6 români, întâlnindu-se și alte cifre pe plan local, de forma „aproape 7000”  sau „peste 8000”, diferite de cifra anterioară.
În perioada interbelică, monumentul a început să se degradeze, la aceasta contribuind și locuitorii zonei, care au distrus plăcile de marmură și au luat construcția la țintă cu armele, ca răzbunare împotriva germanilor. Deja, în anul 1931 construcția necesita urgent reparații, iar în 1934 Societatea „Cultul Eroilor” a propus desființarea sa, având drept motive „excentricitatea” monumentului și imposibilitatea acestuia de a fi întreținut.

### Restaurarea
În anul 1937, monumentul original împreună cu zidul de împrejmuire au fost demolate și terenul a fost nivelat, urmând a fi edificat un nou cimitir și un nou osuar. Noul osuar, de 8 x 8 m, cu o criptă adâncă de 2,5 m în care au fost reînhumate osemintele celor 5250 de militari din vechea criptă, a fost construit în mijlocul terenului. În același an a fost construită o capelă provizorie din lemn, care, a adăpostit în 570 de sicrie de lemn, rămășițele a 1.153 de militari, din care 6 identificați, din cimitirul anterior și din diverse localități aflate în raza fostului județ Râmnicu Sărat.

Monumentul în 1938, în curs de refacere după demolarea variantei inițiale din 1937.

În primăvara anului 1938, a început construirea unui nou cimitir și ale noului monument. Ansamblul urma să aibă 40x50 m cu două turnuri pe una dintre laturile mici, unul pentru cultul ortodox și unul pentru cultul catolic. În curtea interioară a acestuia urma să se afle mormântul comun, de 10x10 m. În anul 1940 lucrarea nu era încă terminată, iar cutremurul din anul respectiv a avariat partea superioară a monumentului.
Noi dinstrugeri au fost suferite de construcție în 1944, datorită tragerilor de artilerie, odată cu înaintarea trupelor sovietice.

### Demolarea
| “                                 | După încheierea războiului, [...] „Nespusa vrăjmășie a prostimii” [...] s-a abătut și asupra acestui monument. | ” |
| — Colonel (r) Dumitru Roman, 2016 | |   |

Lucrările de restaurare nu au mai fost finalizate vreodată, iar la indicațiile Armatei Roșii, monumentul a fost distrus în anul 1949. Materialele de construcție rezultate au servit atât la edificare în anii 1950, a Casei de Cultură din municipiul Râmnicu Sărat, cât și în timp, localnicilor la realizarea de construcții în gospodăriile proprii.
Neglijat și abandonat de autorități, cimitirul s-a degradat și el complet și împrejmuirea a dispărut, astfel că în perioada anilor 1984 – 1988, monumentul nu a fost inclus în listele de evidență a mormintelor și operelor comemorative de război.

### Situația actuală

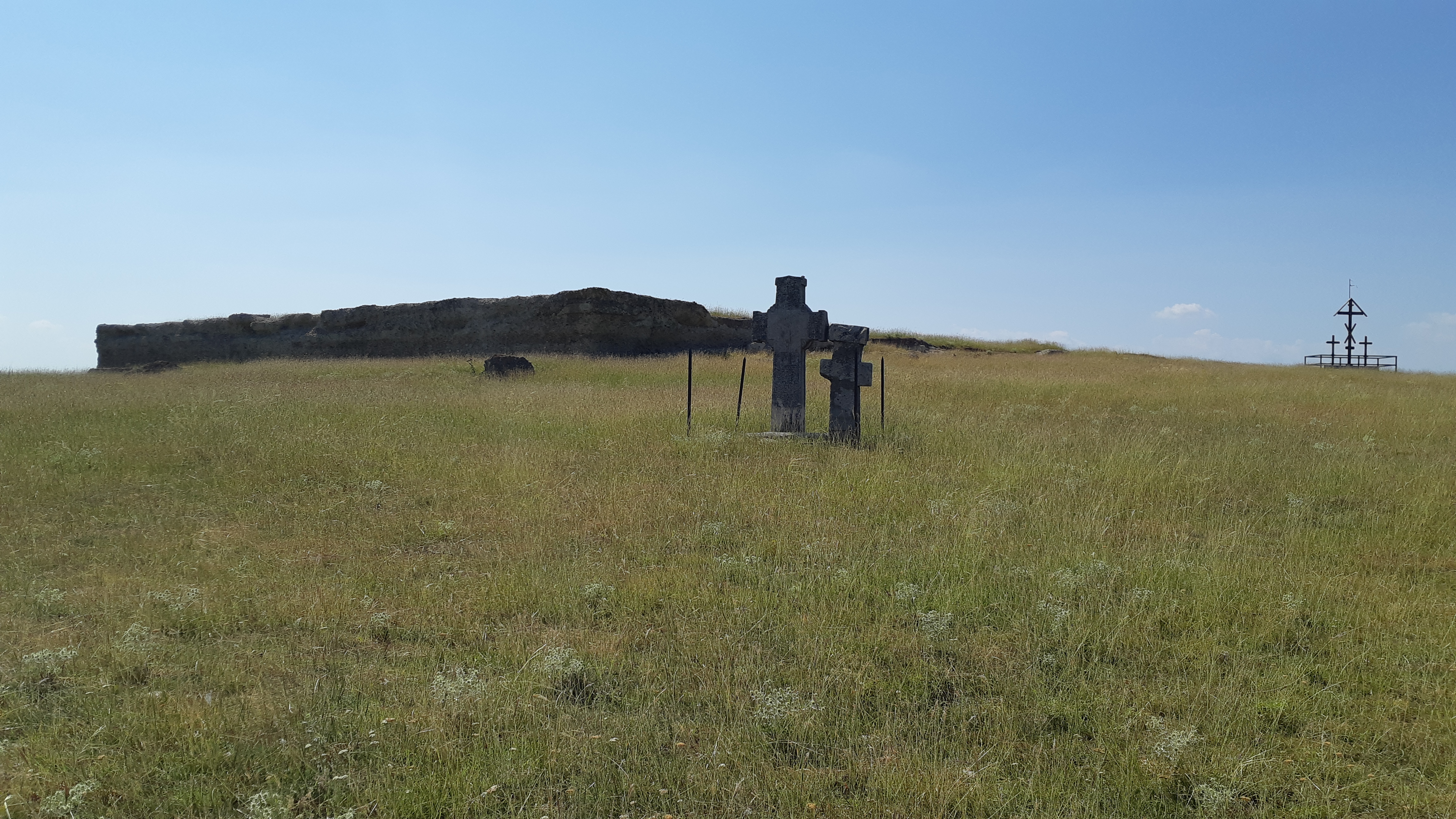
Ruine actuale ale fostului monument.

În epoca actuală, la cota 474 m se găsesc încă elemente dislocate din fostul ansamblu comemorativ. Pe amplasamentul fostei construcții supraviețuiesc doar ruinele fundației, care, datorită proeminenței dealului se pot vedea de la distanță mare (dealul se află în apropierea traselor drumurilor drumului european E 85 și a drumului comunal DC 111).
Pentru a cinsti totuși memoria miilor de ostași înhumați aici, în apropierea fostului monument au fost ridicate două cruci simple, confecționate piatră și protejate de un gard. Administrația locală a făcut și face în continuare, fără succes, demersuri pentru refacerea ansamblului comemorativ.

## Repere constructive originale
Construcția, dreptunghiulară, avea o subterană divizată în 9 firide, acesul în subteran făcându-se printr-o ușă masivă de fier.
Realizat din beton armat și placat cu plăci din marmură pe toate laturile, inscripționate cu numele militarilor cunoscuți înhumați aici, monumentul propriu zis avea dimensiunile de 10 x 6 m, fiind înalt de circa 8 m. Șapte trepte de piatră dispuse circular în jurul mausoleului, asigurau accesul din zona cimitirului.

Monumentul era împrejmuit de un zid înalt de 2,5 m, cu laturi de 30 x 35 m. Accesul în zona sa se făcea printr-o poartă, deasupra căreia se găsea o plachetă din bronz, inscripționată în limba germană, cu următorul text:
„Vouă
Camarazi căzuți în onoare și spre amintire
pentru luarea cu asalt a acestei înălțimi în luptele de Crăciun
înaintea Râmnicului-Sărat de la
22 la 26 Decembrie 1916
A 12-a Divizie de Infanterie Bavareză.”
 O altă placă de marmură, inscripționată în limbile germană, română și rusă cu textul „Aici odihnesc eroii ... morți pentru patrie”, era situată spre poartă, lângă partea de jos a treptelor. De jur împrejur erau dispuse șapte piese de piatră.

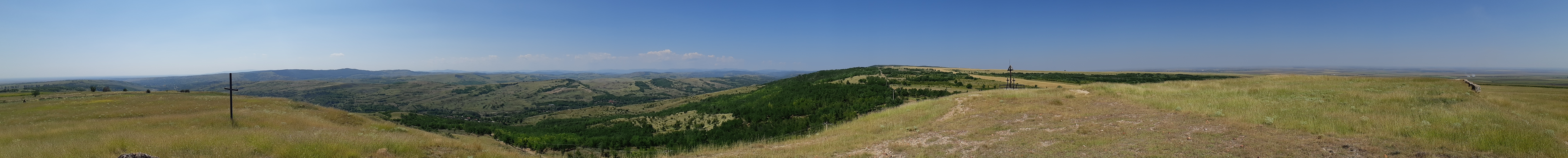
Perspectivă din zona fostului monument, spre valea Câlnăului.